# Ruski križ
 Ovo je glavno značenje pojma Ruski križ. Za druga značenja pogledajte Pravoslavni križ.
Ruski pravoslavni križ je kršćanski križ s 2 grede, od kojih je gornji vodoravni duljine, a donji dijagonale.
U Moskovski sabori 1654. godine, moskovski patrijarh Nikon osigurao je rezoluciju za zamjenu pravoslavnog križa (☦) s 6-konačnim ruskim pravoslavnim križem koji je, u kombinaciji s drugim presudama, izazvao rascjep u Ruskoj pravoslavnoj Crkvi. U 19. stoljeću, ruski pravoslavni križ nalazio se na grbu hersonskog guvernata (Rusko Carstvo), koji je bio označen kao "ruski križ". U Ruskoj pravoslavnoj Crkvi, nagib donje trake ruskog pravoslavnog križa promatran je kao poprečna ljestvica, od kojih se jedan kraj podiže u vezi s pokajanjem jednog razbojnika koji je bio razapet uza Isusa Krista. Drugo razapelo pored pljačkaša koji je hultio na Isusa označen je kraj donje poprečne šipke, nagnut prema dolje.

## Gallery
- Na grbu Orenburgskog guvernata (1856.)
- Grb Tifliskog guvernata (1878., Rusko Carstvo)
- Grb Erivanskog guvernata (1878.)
- Na ulazu u samostan u Novomoskovsk, Tulska oblast (Rusija, 2014.)
- U Sankt Peterburgu (2010.)